# AC Mailand (Frauenfußball)
Die Frauenfußballabteilung der AC Mailand besteht seit dem 11. Juni 2018. Die erste Mannschaft spielt seit der Saison 2018/19 in der italienischen Serie A und ist auch unter dem Spitznamen I Rossonere („Die Rot-Schwarzen“) bekannt.

## Geschichte

### Gründung der Abteilung
Die AC Mailand ist bereits seit 2015 im Bereich des Frauenfußballs aktiv und verfügt über einen eigenen Jugendbereich für Fußballerinnen, stellte bis 2018 jedoch keine eigene professionelle Frauenmannschaft. Die Gründung einer Frauenmannschaft wurde erst durch eine 2015 vom italienischen Fußball-Dachverband Federazione Italiana Giuoco Calcio verabschiedete Regelung möglich, die es den italienischen Männer-Profivereinen erlaubt, eine Frauenfußballabteilung zu gründen und Frauenfußballvereine zu übernehmen.
In der Vergangenheit gab es in Mailand mehrere Frauenfußballvereine mit ähnlichen Namen und Vereinsfarben wie die der AC Mailand, wie die 1965 gegründete Associazione Calcio Femminile Milan, die 1982 gegründete Associazione Calcio Femminile Milan 82 oder den 2013 gegründeten Verein Football Milan Ladies, die jedoch keine Verbindung zum Verein hatten.
Die Frauenfußballabteilung der AC Mailand wurde am 11. Juni 2018 gegründet und konnte im selben Jahr in der Serie A für Frauen starten, nachdem man das Startrecht für die erste Liga von der in Brescia ansässigen ACF Brescia erwarb. Erste Trainerin der neu gegründeten Mannschaft wurde Carolina Morace.

### Etablierung in der Serie A
Die erste Spielzeit in der Serie A beendeten die Mailänderinnen auf dem 3. Tabellenplatz, nur 5 Punkte hinter Meister Juventus Turin. Individuell wurde Valentina Giacinti mit 21 Toren Torschützenkönigin der Saison 2018/19. Manuela Giugliano, welche im Sommer 2019 zur AS Rom wechselte, wurde von der italienische Fußballspielervereinigung AIC zur Fußballerin des Jahres der Serie A ausgezeichnet. Durch interne Meinungsverschiedenheiten verließ Carolina Morace den Verein bereits wieder nach einem Jahr und Maurizio Ganz übernahm das Amt des Trainers zum 1. Juli 2019. Nach einem weiteren 3. Tabellenplatz in der Saison 2019/20, wurde die AC Mailand in der folgenden Spielzeit 2020/21 Vizemeister und erreichte das Pokalfinale, welches die AS Rom im Elfmeterschießen gewinnen konnte. Durch diese Leistungen nahm der Verein im August 2021 erstmals an der Qualifikation zur UEFA Women’s Champions League teil. Dort konnten die Italienerinnen im Halbfinale den FC Zürich besiegen, scheiterten aber im letzten Spiel an der TSG 1899 Hoffenheim. Es folgten zwei weitere Saisons mit einer Endplatzierung auf dem 3. Tabellenplatz und jeweils einem Ausscheiden im Halbfinale des Pokals. Nach einem schwachen Start in die Saison 2023/24 wurde Ganz Ende November 2023 durch den bisherigen Jugendtrainer Davide Corti abgelöst. Doch auch unter Corti konnte sich die Mannschaft nicht stabilisieren und beendete die Saison 2023/24 nur auf dem 6. Tabellenplatz. Im Sommer 2024 übernahm daraufhin Suzanne Bakker das Amt der Cheftrainerin.

## Stadion

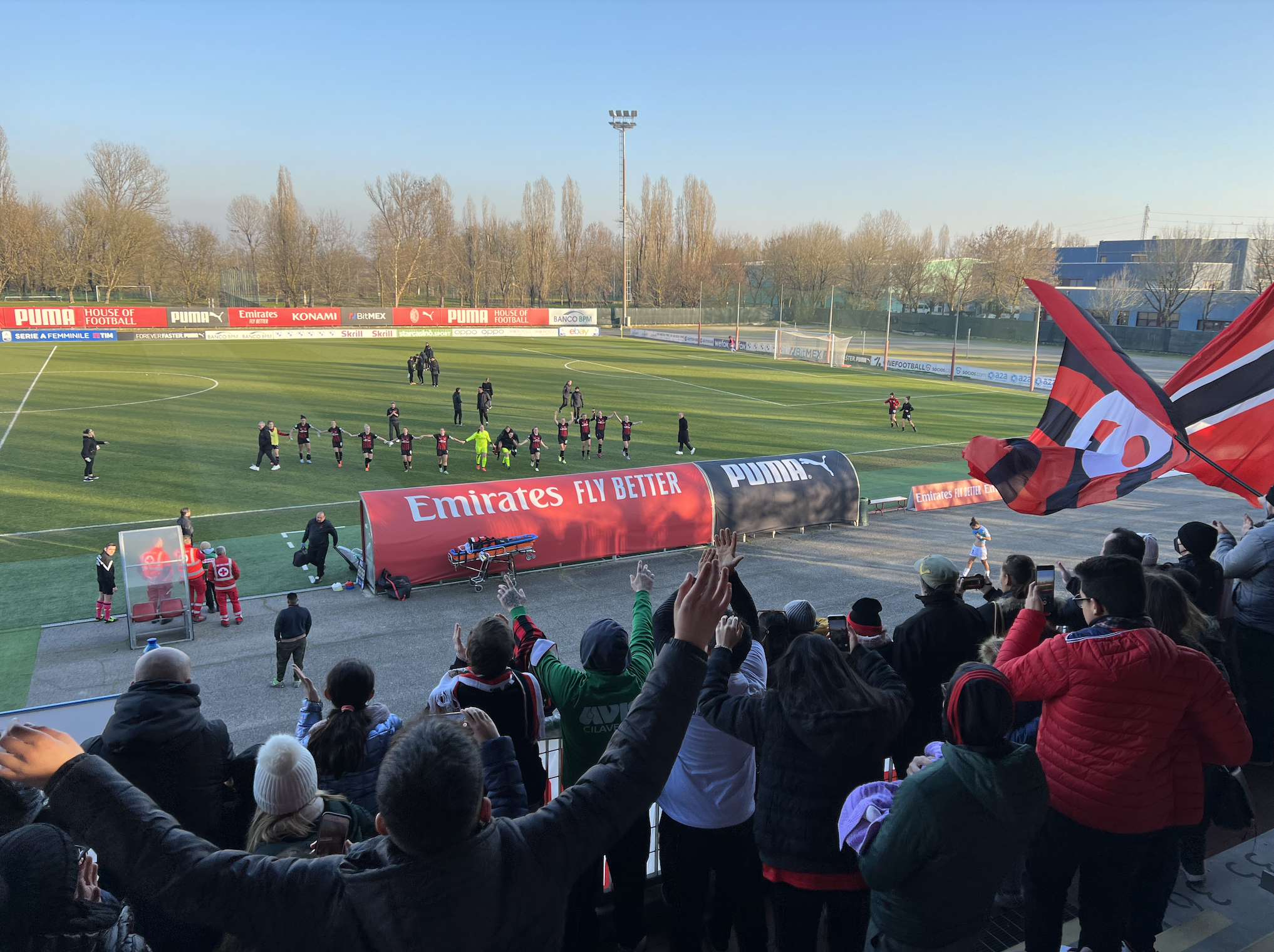
Heimspiel im Centro Sportivo Vismara. (2023)

Nach der Gründung trug die AC Mailand ihre Heimspiele im kleinen Stadion Centro Sportivo Vismara im Süden von Mailand aus. Im Sommer 2019 wechselte die Frauenmannschaft in die Spielstätte Stadio Brianteo nach Monza, kehrte aber bereits nach einem Jahr zurück nach Mailand. Durch ein Sponsoring von Ausrüster Puma ist das Centro Sportivo Vismara seit Oktober 2022 auch unter dem Namen PUMA House of Football - Centro P. Vismara bekannt. Ausgewählte Topspiele trug die Mannschaft auch bereits im großen Stadion der Herrenmannschaft, dem Giuseppe-Meazza-Stadion, aus. Erstmals war dies im Oktober 2020 der Fall, als das Ligaspiel gegen Juventus Turin aufgrund der COVID-19-Pandemie jedoch ohne Zuschauer ausgetragen werden musste. Wegen Modernisierungsmaßnahmen am Centro Sportivo Vismara zog die Mannschaft zum Start der Spielzeit 2025/26 vorübergehend nach Fiorenzuola d’Arda ins Stadio comunale di Fiorenzuola – Velodromo Attilio Pavesi um.
- 2018–2019: Centro Sportivo Vismara (Mailand)
- 2019–2020: Stadio Brianteo (Monza)
- 2020–2025: Centro Sportivo Vismara (Mailand)
- seit 2025:00Stadio comunale di Fiorenzuola – Velodromo Attilio Pavesi (Fiorenzuola d’Arda)

## Erfolge

### 1. Mannschaft
Individuelle Auszeichnungen (Auswahl)
- Italiens Fußballerin des Jahres: Manuela Giugliano (2019)[4]
- Torschützenkönigin der Serie A: Valentina Giacinti (2018/19, 21 Tore)
- Premio Bulgarelli Number 8: Marta Carissimi (2018/19)
- Nachwuchsspielerin des Jahres der Serie A: Giorgia Arrigoni (2024/25)[14]

### Jugendbereich
- Torneo di Viareggio (2): 2023[15], 2024[16]
- Primavera-Nachwuchsmeister: 2023/24[17]
- Italienischer U17-Meister: 2021/22[18]
- Italienischer U15-Meister (2): 2022/23[19], 2024/25[20]

## Saisonstatistik
| Saison    | Liga    | Platz | S  | U | N | Tore  | Punkte | Coppa Italia  | Erfolgreichste Torschützin         |
| --------- | ------- | ----- | -- | - | - | ----- | ------ | ------------- | ---------------------------------- |
| 2018/19   | Serie A | 3.    | 16 | 3 | 3 | 54:21 | 51     | Halbfinale    | Valentina Giacinti (22)            |
| 2019/20 2 | Serie A | 3.    | 11 | 2 | 2 | 35:15 | 35     | Viertelfinale | Valentina Giacinti (9)             |
| 2020/21   | Serie A | 2.    | 16 | 3 | 3 | 47:17 | 51     | Finale        | Valentina Giacinti (20)            |
| 2021/22   | Serie A | 3.    | 14 | 4 | 4 | 51:19 | 46     | Halbfinale    | Lindsey Thomas (14)                |
| 2022/23   | Serie A | 3.    | 13 | 5 | 8 | 52:42 | 44     | Halbfinale    | Martina Piemonte (16)              |
| 2023/24   | Serie A | 6.    | 11 | 8 | 7 | 43:30 | 41     | Halbfinale    | Stašková, Laurent, Dompig (alle 7) |
| 2024/25   | Serie A | 5.    | 9  | 8 | 9 | 42:46 | 35     | Viertelfinale | Evelyn Ijeh (12)                   |
| 2025/26   | Serie A | …     | …  | … | … | …     | …      | …             | …                                  |

### Europapokalstatistik
| Saison  | Wettbewerb                    | Runde         | Gegner              | Gesamt | Hin     | Rück |
| ------- | ----------------------------- | ------------- | ------------------- | ------ | ------- | ---- |
| 2021/22 | UEFA Women’s Champions League | Qualifikation | FC Zürich           | 2:1    | 1:2 (A) |      |
| 2021/22 | UEFA Women’s Champions League | Qualifikation | TSG 1899 Hoffenheim | 0:2    | 0:2 (N) |      |

Gesamtbilanz: 2 Spiele, 1 Sieg, 1 Niederlage, 2:3 Tore (Tordifferenz −1)

## Personal

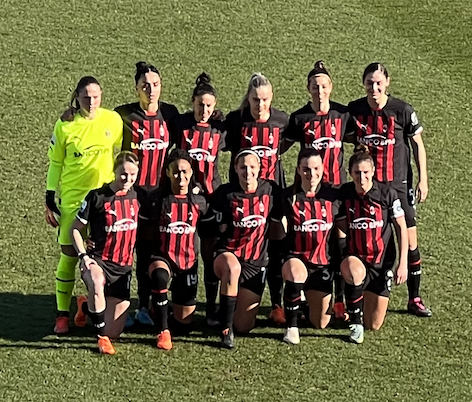
Mannschaftsfoto vorm Heimspiel gegen Pomigliano Calcio. (2023)

### Aktueller Kader
| Nr.        | Nat.        | Name                  | Geburtstag         |
| Tor        | Tor         | Tor                   | Tor                |
| ---------- | ----------- | --------------------- | ------------------ |
| 1          | Italien     | Laura Giuliani        | 5. Juni 1993       |
| 22         | Italien     | Noemi Fedele          | 11. Februar 1997   |
| 32         | Niederlande | Selena Babb           | 26. August 1995    |
| 38         | Italien     | Lavinia Tornaghi      | 22. Juli 2006      |
|            | Spanien     | Sandra Estévez        | 5. Juli 2002       |
| Abwehr     |             |                       |                    |
| 2          | Finnland    | Emma Koivisto         | 25. September 1994 |
| 6          | Italien     | Nadine Sorelli        | 2. Februar 2005    |
| 23         | Italien     | Julie Piga            | 12. Januar 1998    |
| 25         | Polen       | Małgorzata Mesjasz    | 12. Juni 1997      |
| 73         | Italien     | Paola Zanini          | 14. Februar 2005   |
|            | Niederlande | Kay-Lee de Sanders    | 6. Januar 1998     |
|            | Niederlande | Milicia Keijzer       | 17. April 2003     |
|            | Italien     | Valentina Donolato    | 28. Februar 2006   |
|            | Italien     | Leda Gemmi            | 25. Mai 2006       |
| Mittelfeld |             |                       |                    |
| 5          | Italien     | Valentina Cernoia     | 22. Juni 1991      |
| 11         | Schottland  | Christy Grimshaw      | 8. November 1995   |
| 12         | Italien     | Marta Mascarello      | 15. Oktober 1998   |
| 15         | Serbien     | Sara Stokić           | 31. Mai 2005       |
| 20         | Italien     | Angelica Soffia       | 2. Juli 2000       |
| 27         | Italien     | Erin Cesarini         | 1. April 2005      |
| 28         | Italien     | Giorgia Arrigoni      | 4. Oktober 2004    |
| Sturm      |             |                       |                    |
| 8          | Danemark    | Nadia Nadim           | 3. Januar 1988     |
| 18         | Italien     | Monica Renzotti       | 23. Februar 2005   |
| 19         | Schweden    | Evelyn Ijeh           | 12. August 2001    |
| 29         | Italien     | Karen Appiah Amoakoah | 23. September 2007 |
| 99         | Niederlande | Chanté Dompig         | 12. Februar 2001   |
|            | Korea Sud   | Soo-Jeong Park        | 3. November 2004   |

Stand: 28. Juli 2025

### Trainer

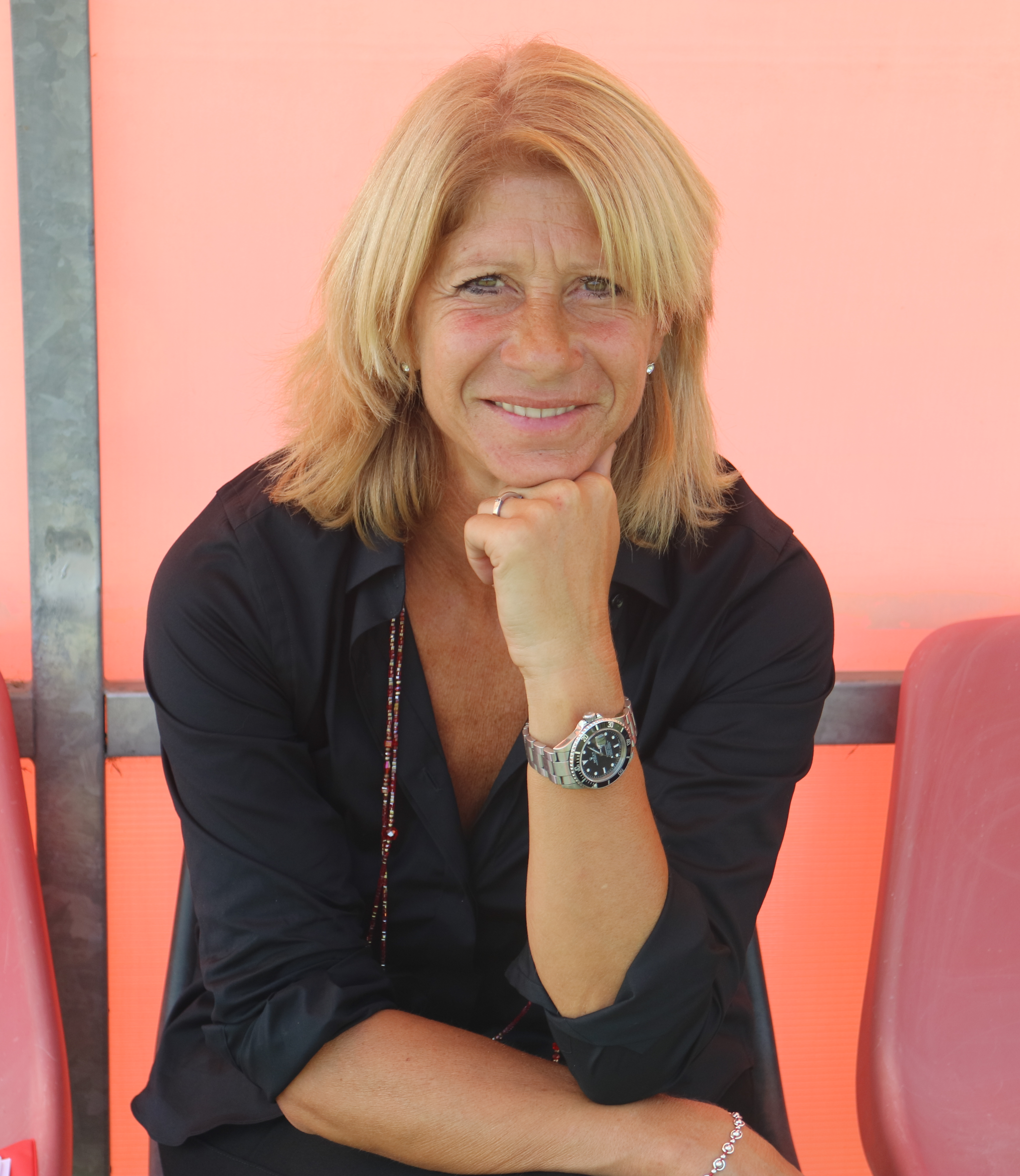
Carolina Morace, die erste Trainerin der AC Mailand. (2018)

| Amtszeit  | Name            |
| --------- | --------------- |
| 2018–2019 | Carolina Morace |
| 2019–2023 | Maurizio Ganz   |
| 2023–2024 | Davide Corti    |
| seit 2024 | Suzanne Bakker  |

### Spielführerinnen
| Amtszeit  | Name                  |
| --------- | --------------------- |
| 2018–2019 | Raffaella Manieri     |
| 2019–2021 | Valentina Giacinti    |
| 2021–2024 | Valentina Bergamaschi |
| seit 2024 | Christy Grimshaw      |

### Rekordspielerinnen

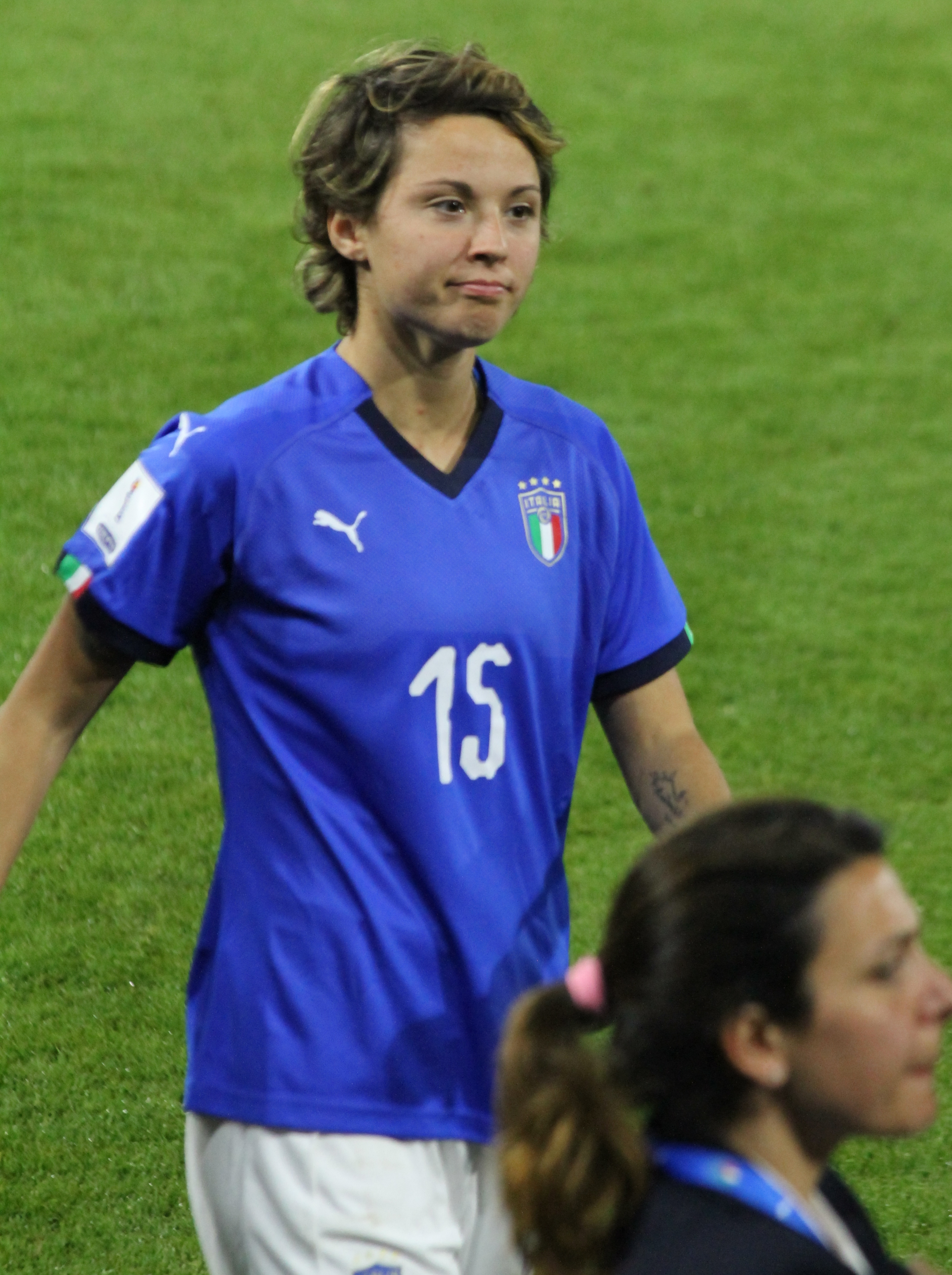
Valentina Giacinti, die Rekordtorjägerin der AC Mailand. (2018)

Aufgelistet sind die Spielerinnen mit den meisten absolvierten Einsätzen und erzielten Toren für die AC Mailand in der Serie A. (Stand: Saisonende 2024/25)
| Einsätze | Spielerin             | Zeitraum  |
| -------- | --------------------- | --------- |
| 119      | Valentina Bergamaschi | 2018–2024 |
| 107      | Laura Fusetti         | 2018–2024 |
| 90       | Laura Giuliani        | seit 2021 |
| 80       | Linda Tucceri Cimini  | 2018–2022 |
| 78       | Christy Grimshaw      | seit 2020 |
| 68       | Valentina Giacinti    | 2018–2022 |
| 60       | Marta Mascarello      | seit 2022 |
| 59       | Angelica Soffia       | seit 2022 |
| 56       | Mária Korenčiová      | 2018–2021 |
| 54       | Chanté Dompig         | seit 2023 |

| Tore | Spielerin             | Zeitraum  |
| ---- | --------------------- | --------- |
| 55   | Valentina Giacinti    | 2018–2022 |
| 17   | Martina Piemonte      | 2021–2023 |
| 17   | Daniela Sabatino      | 2018–2019 |
| 16   | Valentina Bergamaschi | 2018–2024 |
| 15   | Evelyn Ijeh           | seit 2024 |
| 15   | Lindsey Thomas        | 2021–2023 |
| 15   | Kosovare Asllani      | 2022–2024 |
| 14   | Chanté Dompig         | seit 2023 |
| 12   | Natasha Dowie         | 2020–2021 |
| 9    | Valery Vigilucci      | 2022–2025 |

### Ehemalige Spielerinnen (Auswahl)
- Greta Adami
- Lady Andrade
- Guðný Árnadóttir
- Kosovare Asllani
- Pamela Begič
- Valentina Bergamaschi
- Berglind Björg Þorvaldsdóttir
- Verónica Boquete
- Celeste Boureille
- Marta Carissimi
- Laia Codina
- Dominika Čonč
- Kamila Dubcová
- Michaela Dubcová
- Valentina Giacinti
- Manuela Giugliano
- Alia Guagni
- Yui Hasegawa
- Nora Heroum
- Stine Hovland
- Refiloe Jane
- Nikola Karczewska
- Mária Korenčiová
- Lidija Kuliš
- Emelyne Laurent
- Miriam Longo
- Raffaella Manieri
- Mónica Mendes
- Aniek Nouwen
- Martina Piemonte
- Caroline Rask
- Daniela Sabatino
- Noa Selimhodzic
- Oona Sevenius
- Julia Šimić
- Nina Stapelfeldt
- Andrea Stašková
- Allyson Swaby
- Thaisa
- Sara Thrige Andersen
- Linda Tucceri Cimini
- Sandra Žigić

## Ausrüster und Sponsoren

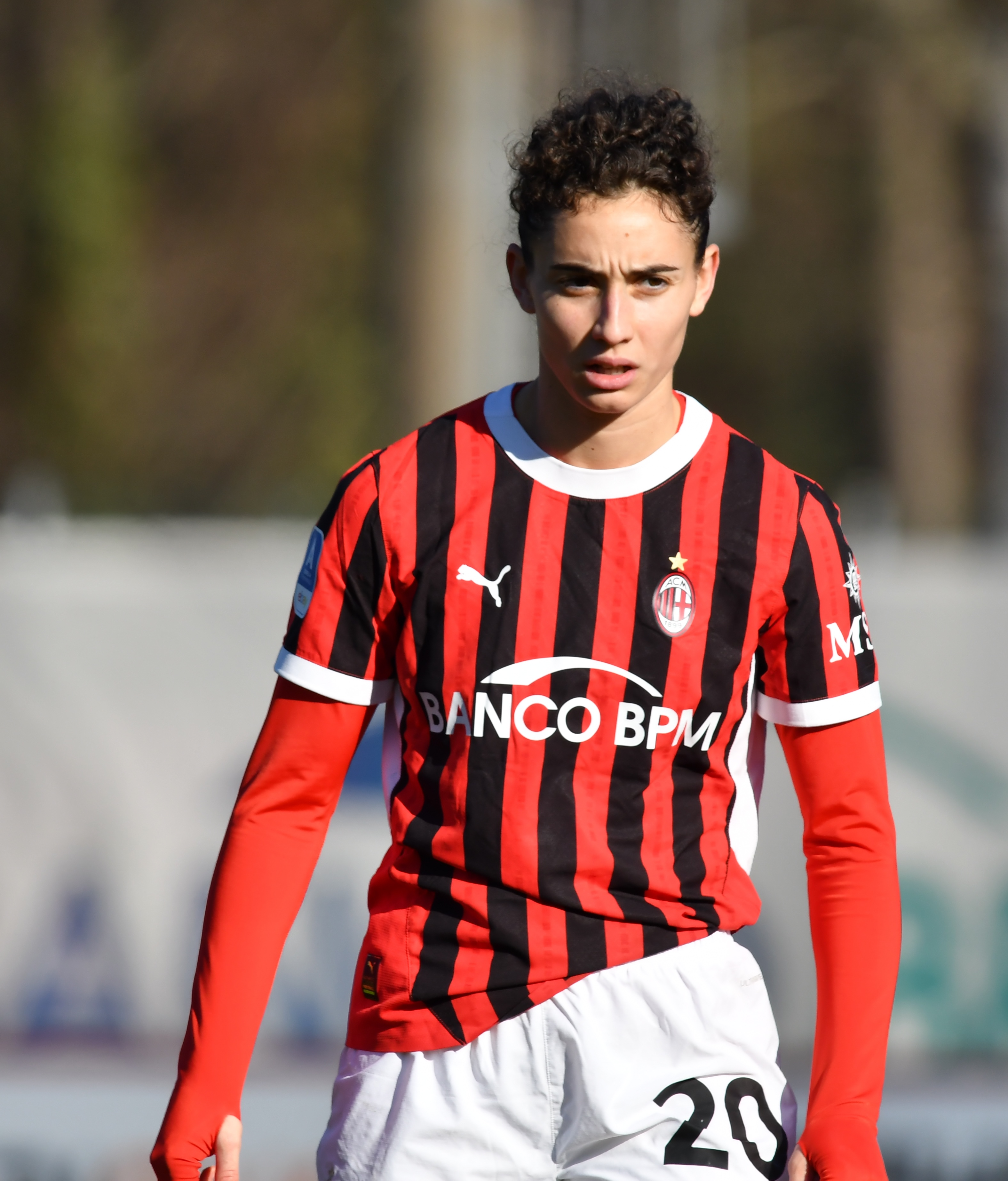
Angelica Soffia im Puma-Heimtrikot der Saison 2024/25. (2025)

Seit der Gründung der Abteilung tragen die Frauen dieselben Puma-Trikots wie die Männer. Von 2018 bis 2020 hatten dabei beide Mannschaften mit der Fluggesellschaft Emirates auch denselben Trikotsponsor. Ab 2020 übernahm das Kreditinstitut Banco BPM das Sponsoring der Frauen, während bei den Männern weiterhin Emirates auf den Trikots zu sehen ist.
| Ausrüster | Ausrüster |
| --------- | --------- |
| Puma      | seit 2018 |

| Trikotsponsor | Trikotsponsor |
| ------------- | ------------- |
| Emirates      | 2018–2020     |
| Banco BPM     | seit 2020     |

## Sonstiges
Als erster Fußballverein in Europa führte die AC Mailand im August 2024 einen Mutterschutz für seine Spielerinnen ein, der ihnen während der Schwangerschaft und nach der Geburt finanzielle und vertragliche Sicherheit bietet soll.